# Adamsburg (Alabama)
Adamsburg es un área no incorporada ubicada en el condado de Dekalb en el estado estadounidense de Alabama. Se encuentra al sureste de Fort Payne la capital del condado, y justo al oeste de "Little River Canyon".

## Historia
Adamsburg recibió el nombre de Simón Russell Canfield Adams, un ministro de Fort Payne, quien donó el terreno para una escuela en la comunidad. Una oficina de correos se estableció en Adamsburg en 1902, pero ya se ha cerrado.

## Geografía
Se encuentra ubicada en las coordenadas 34°23′56″N 85°40′20″O / 34.39889, -85.67222.